# Ozero Mosjnja
Ozero Mosjnja (ryska: Озеро Мошня) är en sjö i Belarus.   Den ligger i voblasten Vitsebsks voblast, i den norra delen av landet, 210 km nordost om huvudstaden Minsk. Ozero Mosjnja ligger 139 meter över havet. Arean är 1,0 kvadratkilometer. Den sträcker sig 1,2 kilometer i nord-sydlig riktning, och 1,6 kilometer i öst-västlig riktning.
I omgivningarna runt Ozero Mosjnja växer i huvudsak blandskog. Runt Ozero Mosjnja är det glesbefolkat, med 14 invånare per kvadratkilometer.